# Leo Bervoets
Leopoldus Julius Augustus Maria (Leo) Bervoets (Antwerpen, 31 juli 1892 – aldaar, 14 januari 1978), was een Belgische kunstschilder, tekenaar en aquarellist die actief was in Antwerpen in de twintigste eeuw.
Hij was de vader van Paul Bervoets, die eveneens kunstschilder werd.

## Leven en werk
Leo Bervoets studeerde onder meer bij Charles Mertens en Isidore Opsomer aan de Academie te Antwerpen. In zijn jonge jaren ging hij naar Parijs op studiereis en maakte daar kennis met de modernistische stromingen in de schilderkunst, maar het grootste deel van zijn leven verbleef hij in Antwerpen waar hij diverse ateliers betrok in de oude stadswijken.
Hij zocht zijn inspiratie al voor de Eerste Wereldoorlog in het nachtelijk uitgaansleven in Antwerpen. Hij trok er op uit naar danszalen, circussen en kermissen en kende het nachtelijk schipperskwartier als geen ander, hoewel hij niet zelf deelnam aan het vertier. Hij was de stille, rustige observator van die wereld en verwerkte wat hij zag in zijn poëtisch gevoelige werken. In zijn schilderijen toonde hij de mensen die hij in die omgeving waarnam: prostituees, danseressen, matrozen, foorkramers, circusartiesten, woonwagenbewoners, zwervers maar hij schilderde evengoed atelierinterieurs, landschappen, stadszichten, Antwerpse havenzichten en stillevens.
Hij had zijn eigen stijl ontwikkeld uit het kubisme en het futurisme en creëerde composities die hij verwerkte via zijn poëtische en verfijnde visie tot een veredeld beeld van de realiteit. Hij was een uitmuntend kolorist maar ook zijn tekeningen vormen een bijzonder interessant onderdeel van zijn oeuvre.
Tijdens de jaren twintig en dertig was werk van Leo Bervoets regelmatig terug te vinden op tentoonstellingen en op 5 september 1932 werd hij lid van Moderne Kunst opgericht op 31 juli 1931 door Ernest Albert, Gerard Baksteen, Emiel Féront, Karel De Posson, Paul Joostens, Edmond Van Dooren, Frans Van Giel, Albert Poels en Oscar Verpoorten.
Daarna exposeerde hij bij de Kunstkring Als Ick Kan.

## Tentoonstellingen
- 1919, Antwerpen, Feestzaal Meir, Tentoonstelling van werken van Antwerpsche Kunstenaars ingericht door de Stad Antwerpen (23 december - 23 februari 1920)
- 1920, Antwerpen, Stadsfeestzaal, Driejaarlijksche Tentoonstelling ingericht door de Kon. Maatschappij tot aanmoediging der Schoone Kunsten en Kunst van Heden (5 juni - 8 augustus)
- 1920, Genève, Exposition Internationale d’Art Moderne (26 december - 25 januari 1921)
- 1921, Liège, Palais des Fêtes, Salon Triennal de 1921 (7 mei - 26 juni)
- 1922, Gent, Feestzaal Citadelpark, 42e Tentoonstelling Stad Gent (25 juni - 25 augustus)
- 1923, Antwerpen, Koninklijk Kunstverbond/Cercle Royal Artistique, Tentoonstelling van werken van Kunstschilder Leo Bervoets (24 februari - 8 maart)
- 1923, Antwerpen, Stadsfeestzaal , Driejaarlijksche Tentoonstelling ingericht door de Kon. Maatschappij tot aanmoediging der Schoone Kunsten (27 oktober - 9 december)
- 1924, Antwerpen, Kunstsalon, Mechelsesteenweg 107 (1 - 14 november)
- 1926, Antwerpen, Stadsfeestzaal, Kunstkring “Aze Ick Kan", 62e tentoonstelling (6 - 28 februari)
- 1926, Antwerpen, Stadsfeestzaal , Driejaarlijksche Tentoonstelling ingericht door de Kon. Maatschappij tot aanmoediging der Schoone Kunsten (16 oktober - 28 november)
- 1928, Antwerpen, Feestzaal Meir, Kunstkring Als ick kan, 64e Jaarlijksche Salon (11 februari - 5 maart)
- 1928, Antwerpen, Kunst van heden, Salon 1928 (14 april - 13 mei)
- 1929, Antwerpen, Zaal Breckpot, Tentoonstelling schilderijen Leo Bervoets (9 - 22 februari)
- 1929, Antwerpen, N.V. Kunsthandel La Boussole, Openings-tentoonstelling (14 september)
- 1929, Antwerpen, N.V. Kunsthandel La Boussole, Tentoonstelling van portretten (3 - 28 november)
- 1930, Antwerpen, Stadsfeestzaal, Driejaarlijksche Tentoonstelling, ingericht door de Kon. Maatschappij tot aanmoediging der Schoone Kunsten (8 november - 14 december)
- 1931, Antwerpen, Feestzaal Meir, Kunstkring Als Ick Kan, 67e Tentoonstelling (21 februari - 8 maart)
- 1932, Antwerpen, Zaal Aghte (6 - 18 februari)
- 1932, Brussel, Tombola der Kunstenaars (19 juni - _
- 1933, Gent, Feestpaleis, Park, Kring Moderne Kunst, Stad Gent 45e tentoonstelling, salon van 1933’ (12 augustus - 8 oktober)
- 1933, Antwerpen, Stedelijke Feestzaal, Tentoonstelling Moderne Kunst (18 februari - 6 maart)
- 1934, Antwerpen, Feestzaal Meir, Steunkomiteit voor Beeldende Kunstenaars (24 maart - 9 april) (cat. 7-8)
- 1934, Antwerpen, Stadsfeestzaal, Vierjaarlijksche en Jubel-Tentoonstelling Antwerpen 1834-1934, ingericht door de Kon. Maatschappij tot Aanmoediging der Schoone Kunsten (27 oktober - 25 november)
- 1934, Antwerpen, Stadsfeestzaal, tentoonstelling "Moderne Kunst" (10 - 26 februari) (cat. 22-45)
- 1935, Antwerpen, Stadsfeestzaal, tentoonstelling "Moderne Kunst"
- 1936, Antwerpen, Antwerpsche Propagandawerken, Tentoonstelling van Tekeningen en Prenten van Antwerpsche Kunstenaars (10 oktober - 2 november)
- 1937, Brussel, Galerij Georges Giroux, samen met Ernest Albert, Gerard Baksteen, Frank Mortelmans en Gustave Van Steenwegen (2 - 14 januari) (cat. 42-62)
- 1937, Antwerpen, A.B.K.-C.E.A. (27 februari - 8 maart) (cat. 8-11)
- 1937, Antwerpen, Feestzaal Meir, Kunst van Heden, Salon 1937 (10 april - 3 mei)
- 1938, Antwerpen, Zaal Sati, samen met Ernest Albert, Gerard Baksteen, Frank Mortelmans en Gustave Van Steenwegen (9 - 19 april) (cat. 1 - 11)
- 1938, Antwerpen, Stadsfeestzaal, Vierjaarlijksche en Jubel-Tentoonstelling Antwerpen 1788-1938, ingericht door de Kon. Vereeniging tot Aanmoediging der Schoone Kunsten (8 - 30 oktober) (cat. 15-16)
- 1939, Strasbourg, Parc de la Foire Européenne (Wacken), Les peintres vivants de l’école anversoise, exposition organisé par la Ville der Strasbourg et le Comité des semaines anversoises de propagande (17 juni - 16 juli)
- 1940, Antwerpen, Stedelijke Feestzaal, Nationaal Werk voor Kunsten en Letteren, Comité voor de Provincie Antwerpen, Kunsttentoonstelling (11 - 21 januari)
- 1940, Antwerpen, Hotel Osterrieth, Winterhulp, Provinciaal Comité, Tentoonstelling van kunstwerken door de beeldende kunstenaars geschonken (31 december - 31 januari 1941)
- 1941, Antwerpen, Kunstzaal F.A.K., Winterhulp – Volk en Kunst, Provinciaal Comité, Leo Bervoets, kunstschilder en Victor Van Ham, beeldhouwer (26 juli -7 augustus)
- 1943, Antwerpen, Stedelijk Kunstsalon, Hedendaagsche Antwerpsche Graphiek (6 - 18 novmeber)
- 1944, Antwerpen, Lentesalon, Galerijen Breckpot (1 - 14 april)
- 1947, Antwerpen, Vierjaarlijksche Tentoonstelling, Kon. Vereeniging tot Aanmoediging der Schoone Kunsten Antwerpen (4 - 26 oktober)
- 1948, Antwerpen, Galerijen Wwe Breckpot (27 november - 8 december)
- 1949, Antwerpen, Kunstkring Als Ick Kan, 78e tentoonstelling (19 november - 4 december)
- 1950, Mechelen, Stedelijke Feestzaal, Salon van Mechelen, Maatschappij tot Aanmoediging der Schone Kunsten, 53e Tentoonstelling (30 september - 12 oktober) (cat. 18-20)
- 1951, Mechelen, Stedelijke Feestzaal, Tentoonstelling van werken van Vlaamse kunstenaars, BSP Vlaams Socialistisch Congres Mechelen (7 - 15 april) (cat. 1-14)
- 1951, Antwerpen, Vierjaarlijkse Tentoonstelling (22 september - 7 oktober)
- 1952, Antwerpen, Feestzaal Meir, Kunstkring Als Ick Kan, 79e tentoonstelling (1 - 16 maart)
- 1952, Antwerpen, C.A.W. (Comité voor Artistieke Werking) (6 - 18 december)
- 1953, Mechelen, Stedelijke Feestzaal, Maatschappij tot aanmoediging der Schone Kunsten, 54e tentoonstelling (17 oktober - 2 november)
- 1954, Kunstkring Als Ick Kan, 80e tentoonstelling (2 - 17 oktober)
- 1971, Antwerpen, AWW Antwerpse Waterwerken, Het water in de kunst (1 - 23 april)
- 1973, Antwerpen, Provinciaal Centrum Arenberg, Huldetentoonstelling ingericht door de Bestendige Deputatie van de Provinciale Raad van Antwerpen (21 december - 27 januari 1974)
- 1992, Sint-Niklaas, Stedelijk Museum, Zwijgershoek, Retrospectieve (13 december - 17 januari 1993)

## literatuur
- A.J.J. DELEN, De groep kunstenaars van "Moderne Kunst", Antwerpen, Loosbergh, 1935, pag. 18-20 + 6 afbeeldingen van werken
- B. LAENENS, Leo Bervoets, kunstschilder – Vict. Van Ham, beeldhouwer, in: Volk en Kultuur, 26 juli 1941, pag. 23-24
- Remi DE CNODDER, Kunstschilder Leo Bervoets, in: Het Tooneel – Het Antwerpsch Tooneel (jg. 50, nr. 6), pag. 10
- Remi DE CNODDER, Kunstschilder Leo Bervoets 75 jaar, in: Het Toneel : het Antwerps toneel, vrijdag 25 augustus 1967 (jrg. 65, nr. 1), pag. 7
- Remi DE CNODDER, Leo Bervoets, in: De Natuurvriend, 1974, maart (jg. 46, nr. 3), pag. 102-104
- Karel MECHIELS, Leo Bervoets, 1892-1978, Antwerpen, E. Bervoets, 1992, 127 pag., met tekst in Nederlands, Frans en Engels en 75 illustraties waarvan 73 in kleur
- Paul PIRON, De Belgische beeldende kunstenaars uit de 19e en 20e eeuw, Brussel, Art in Belgium, 2000, vol. 1, pag. 85
- Norbert POULAIN, met medewerking van Els Bervoets, De Antwerpse kunstschilder Leo Bervoets (1892-1978), in: Interbellum, januari-februari 1999 (jg. 19, nr. 1), pag. 9-15, met 7 zwart-wit illustraties (foto’s Herman Huys)

Artikels in de kranten De Nieuwe Gazet, De Nieuwe Gids, De Schelde, De Standaard, De Volksgazet, Gazet van Antwerpen, Handelsblad, Het Laatste Nieuws, Het Volk, Journal d’Anvers, La Métropole, Le Matin, Nieuwe Rotterdamsche Courant

## Web links
- Werken van Leo Bervoets op Invaluable.
- Werken van Leopold (Leo) Bervoets op Artnet.

- Library of Congress Control Number: n96007971
- RKD-Nederlands Instituut voor Kunstgeschiedenis: 7705
- Union List of Artist Names: 500169053
- Virtual International Authority File: 292748821
- WorldCat: E39PBJcBXPXj47jQvrMR3ycwYP